# Grądowy Młyn (Górowo Iławeckie)
Grądowy Młyn (deutsch Grundmühle) war ein Ort in der polnischen Woiwodschaft Ermland-Masuren. Seine Ortsstelle gehört zum Gebiet der Landgemeinde Górowo Iławeckie (Landsberg) im Powiat Bartoszyce (Kreis Bartenstein), bis 1945 zum Kreis Preußisch Eylau in Ostpreußen.

## Geographische Lage
Die Ortsstelle von Grądowy Młyn liegt an der Walsch (polnisch Wałsza) im Nordwesten der Woiwodschaft Ermland-Masuren, 24 Kilometer südwestlich der einstigen und heute auf russischem Hoheitsgebiet gelegenen Kreisstadt Preußisch Eylau (russisch Bagrationowsk) bzw. 31 Kilometer westlich der jetzigen Kreismetropole Bartoszyce (deutsch Bartenstein).

## Geschichte
Gegründet wurde der Ort schon vor 1564. Bald nach 1564 kaufte Johann von Kreytzen auf Groß Peisten (polnisch Piasty Wielkie)von einem Herrn von der Groeben den Ort Finken (Zięby) mit der Teufelsmühle, die hierbei erstmals genannt wurde. Nach 1564 hieß die aus einem kleinen Gehöft bestehende Wassermühle (mit Eisenhammerwerk) Finken Mahlmühle, nach 1719 Mahlmühle Finken, nach 1820 Grundmühle Finken, nach 1898 Grundmühle. Zu Beginn des 18. Jahrhunderts gehörte die Mühle zur Begüterung Klein Steegen. 1719 wurde als ihr Besitzer Eberhard von Tettau in Klein Steegen genannt. Die Mahlmühle  Finken gehörte von etwa 1785 bis 1835 zur Begüterung Groß Peisten.
Am 19. Mai 1886 wurden die Grundmühle Finken und die Papiermühle Finken (polnisch Papiernia) aus dem Gutsbezirk Klein Steegen in die Landgemeinde Finken umgegliedert, und am 1. Januar 1908 wurden beide Mühlen als Ortsteile von Finken und zum Amtsbezirk Buchholz (polnisch Bukowiec) im ostpreußischen Kreis Preußisch Eylau zugehörig genannt.
Aufgrund der Abtretung des gesamten südlichen Ostpreußen 1945 an Polen erhielt die Grundmühle in Finken die polnische Namensform „Grądowy Młyn“. Inwieweit der Ort neu besiedelt und die Wassermühle benutzt wurde, ist nicht bekannt. Der Ort wird heute nicht mehr genannt und gilt als untergegangen. Seine Ortsstelle liegt im Gebiet der Gmina Górowo Iławeckie (Landgemeinde Landsberg) im Powiat Bartoszycki (Kreis Bartenstein), von 1975 bis 1998 der Woiwodschaft Olsztyn, seither der Woiwodschaft Ermland-Masuren zugehörig.

## Religion
Vor 1945 gehörte Grundmühle zum Kirchspiel der evangelischen Kirche Buchholz (Ostpreußen) in der Kirchenprovinz Ostpreußen der Kirche der Altpreußischen Union.

## Verkehr
Die Ortsstelle von Grundmühle ist von Zięby (Finken) aus in südlicher Richtung über einen Landweg zu erreichen.